# Angmendus
Angmendus (auch Augmendus, Agendus) († nach 605) soll der erste Lord Chancellor (605) unter König Æthelberht von Kent gewesen sein. 

## Leben
Er soll einer der Mönche von wohl italienischer Herkunft gewesen sein, die zusammen mit Augustinus von Canterbury ab 596 England christianisierten. Er soll auch die Gesetze des Landes aufgezeichnet haben. 
Außer seinem Namen ist von Angmendus nur wenig bekannt. Ab wann es das Amt gegeben hat, ist umstritten. Die offizielle Liste des Amtes nennt Angmendus als ersten bekannten Amtsinhaber. Auch James Mackay, Baron Mackay of Clashfern argumentiert ähnlich. Die meisten Historiker gehen jedoch davon aus, dass das Amt erst im 11. Jahrhundert entstand.